# 제니퍼 블랑

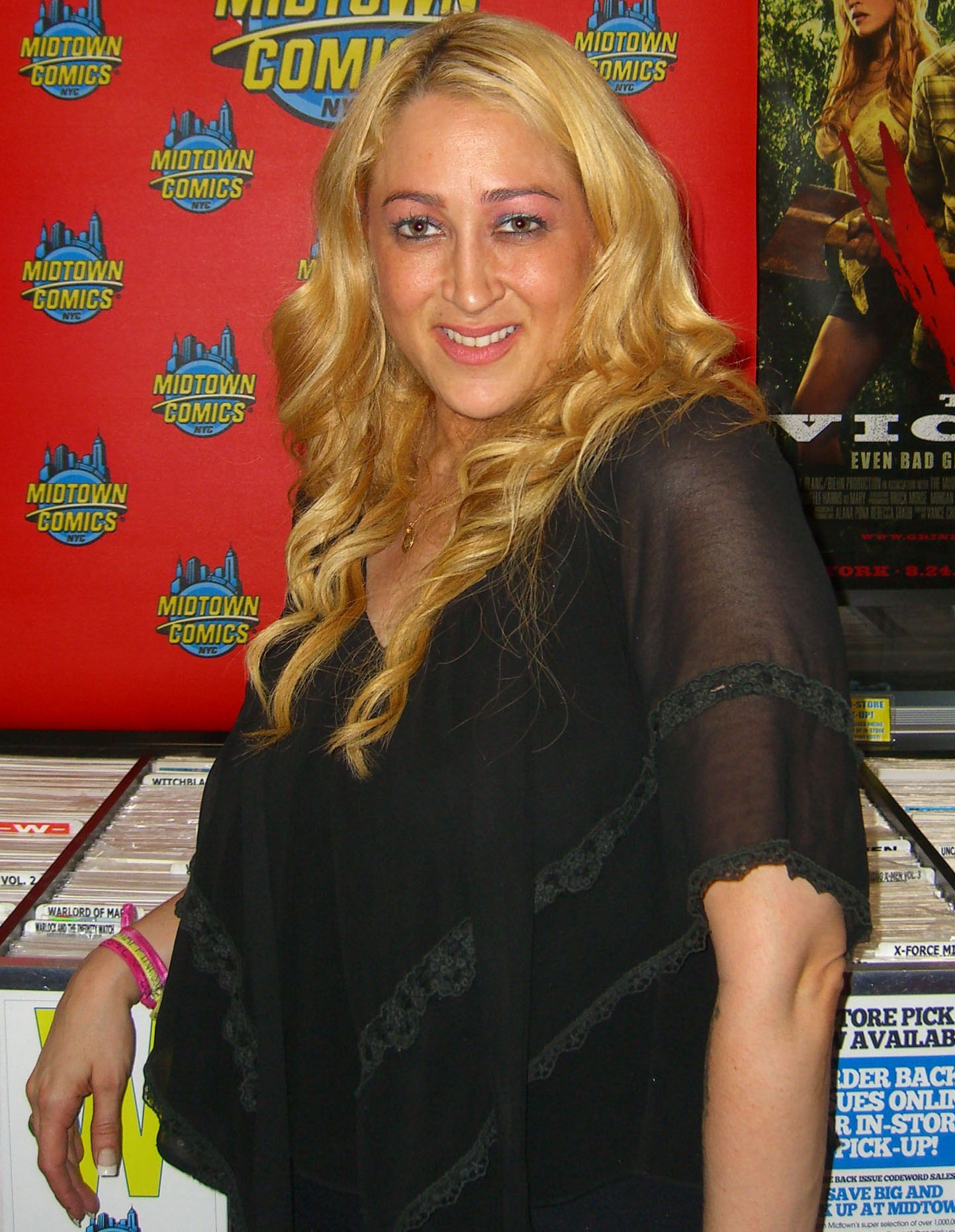

제니퍼 블랑크(Jennifer Blanc, 1974년 4월 21일 ~ )는 미국의 배우, 영화 감독, 영화 제작자, 성우이다.
뉴욕에서 태어났다.

## 출연 작품
- 얼터드 퍼셉션 (2017년) - 로리 역
- Cabaret of the Dead (2017) - 제인 역
- 쉬 라이즈 (2016년)
- 싸이코포니아 (2015년)
- 마인드레스 (2015년)
- 킥백 (2015년)
- 더 레전드 오브 다크호스 카운티 (2014년)
- 더 걸 (2014년)
- 히든 인 더 우즈 (2014년) - 러브조이 역
- 에벌리 (2014년) - 데나 역, 디나 역
- 나이트 비지터 (2013년)
- 트레체리 (2013년) - 벡키 역
- 트란즈로코 (2013년)
- 커넥션 (2012년)
- 누클리어 패밀리 (2012년)
- 스틱스 앤 스톤스 (2012년) - 카렌 역
- 다크 캐년 (2012, Ambush at Dark Canyon) - 패니 켈리 역
- 어몽 프렌즈 (2012년)
- 배드 애스 (2012년)
- 더 와일드 번치 (2012년)
- 옐로우 락 (2011년)
- 프럼 다크니스 (2011년)
- 앱센트 (2011년)
- 더 빅팀 (2011년) - 애니 역
- 불량 변호사 (2011년) - 스테파니 역
- 디바이드 (2011년) - 리즈 역
- 블러드 본드 (2010년)
- 더 씽스 위 캐리 (2009년)
- 쿼러티 타임 (2008년) - 빅팀 #3 역
- 더 써드 위시 (2005년) - 캔디 역
- 피쉬 위다웃 어 바이시클 (2003년) - 빅키 역
- 다크 엔젤 (2000년) - 켄드라 마이바움 역
- 라이드 (1997년) - 라이넷 스틸웰 역
- 어둠 속의 그림자 (1995년)
- 브래디 펀치 (1995년)
- 쿨 앤드 크레이지 (1994년) - 죠니 역
- 스위트 라이프 (1991년)
- 올드 이너프 (1984년)

### 텔레비전
- E! 뉴스 (1998년) - 본인 역
- 파티 오브 파이브 시즌1